# Mimagoniates microlepis
Mimagoniates microlepis – gatunek słodkowodnej ryby z rodziny kąsaczowatych (Characidae).

## Występowanie
Występuje na terenie południowo-wschodniej Brazylii od południowej części stanu Bahia do Rio Grande do Sul. Preferuje wodę o temperaturze od 18°C do 23°C.

## Morfologia
Osiąga około 3 cm długości, jednak największy osobnik zmierzony na wolności miał 6,1 cm, a osobniki hodowane w akwariach osiągają nawet do 9 cm. Występuje dymorfizm płciowy. Dorosłe samice są bardziej zaokrąglone na brzuchu i nieco mniej intensywnie ubarwione niż samce.

## Dieta
Żywi się głównie owadami.